# Richie Williams
Richie Williams, właśc. Richard Williams (ur. 3 czerwca 1970 w Middletown) – amerykański piłkarz, grający podczas kariery na pozycji pomocnika. Obecnie trener piłkarski.

## Kariera klubowa
W 1991 Richie Williams ukończył University of Virginia. Podczas studiów występował w szkolnej drużynie w rozgrywkach uniwersyteckich Virginia Cavaliers. W 1992 roku został piłkarzem Buffalo Blizzard i grał w jego barwach w National Professional Soccer League.
W 1993 roku Williams przeszedł do klubu Richmond Kickers, grającego w USISL Pro League. W sezonie 1993/1994 występował w Szkocji w drugoligowym Ayr United. W 1996 roku został zawodnikiem występującego w nowo utworzonych rozgrywkach Major League Soccer – D.C. United. Z D.C. United trzykrotnie wygrał rozgrywki MLS w 1996, 1997 i 1999 oraz Puchar USA w 1996. W 1998 roku z D.C. United tryumfował w rozgrywkach Ligi Mistrzów CONCACAF. W latach 2001–2003 był na przemian zawodnikiem New York MetroStars i DC United. Łącznie w latach 1996–2005 w MLS rozegrał 216 meczów, których strzelił 8 bramek. Karierę zakończył w 2005 roku w występującym w USL First Division Richmond Kickers.
| Sezon     | Klub                | Kraj              | Rozgrywki                   | Mecze | Bramki |
| --------- | ------------------- | ----------------- | --------------------------- | ----- | ------ |
| 1993      | Richmond Kickers    | Stany Zjednoczone | USISL Pro League            | ?     | ?      |
| 1993/1994 | Ayr United          | Szkocja           | First Division              | 1     | 0      |
| 1994      | Richmond Kickers    | Stany Zjednoczone | USISL Pro League            | ?     | ?      |
| 1995      | Richmond Kickers    | Stany Zjednoczone | USISL Premier League        | 16    | 4      |
| 1996      | D.C. United         | Stany Zjednoczone | Major League Soccer         | 30    | 1      |
| 1997      | D.C. United         | Stany Zjednoczone | Major League Soccer         | 30    | 2      |
| 1998      | D.C. United         | Stany Zjednoczone | Major League Soccer         | 31    | 3      |
| 1999      | D.C. United         | Stany Zjednoczone | Major League Soccer         | 23    | 2      |
| 2000      | D.C. United         | Stany Zjednoczone | Major League Soccer         | 29    | 0      |
| 2001      | New York MetroStars | Stany Zjednoczone | Major League Soccer         | 21    | 0      |
| 2002      | D.C. United         | Stany Zjednoczone | Major League Soccer         | 28    | 0      |
| 2003      | New York MetroStars | Stany Zjednoczone | Major League Soccer         | 26    | 0      |
| 2004      | Richmond Kickers    | Stany Zjednoczone | A-League Eastern Conference | 25    | 2      |
| 2005      | Richmond Kickers    | Stany Zjednoczone | USL First Division          | 23    | 0      |

## Kariera reprezentacyjna
W reprezentacji Stanów Zjednoczonych Williams zadebiutował 6 listopada 1998 roku w meczu z Australią.
W 1999 roku Williams uczestniczył w Pucharze Konfederacji 1999, na którym USA zajęło 3. miejsce. Na turnieju w Meksyku Fraser wystąpił w czterech meczach z Nową Zelandią, Brazylią, Meksykiem i Arabią Saudyjską. Rok później uczestniczył w Złotym Pucharze CONCACAF 2000. Na tym turnieju wystąpił w dwóch meczach: grupowym z Haiti oraz przegranym ćwierćfinale z Kolumbią. W 2002 po raz drugi uczestniczył w Złotym Pucharze CONCACAF, który USA wygrało. Na tym turnieju wystąpił w dwóch meczach: grupowym z Kubą oraz w finale z Kostaryką. Łącznie w latach 1988–2002 wystąpił w reprezentacji 20 razy.

## Kariera trenerska
Po zakończeniu kariery piłkarskiej Williams został trenerem. W latach 2005–2006 pełnił funkcję asystenta trenera w University of Virginia. Od 2006 jest asystenta trenerem występującego w MLS klubu New York Red Bulls. W 2006 i 2009 pełnił rolę tymczasowego trenera Red Bulls.